# 40. ceremonia wręczenia nagród Grammy
40. ceremonia wręczenia nagród Grammy, prestiżowych amerykańskich nagród muzycznych wręczanych przez Narodową Akademię Sztuki i Techniki Rejestracji odbyła się w niedzielę, 25 lutego 1998 roku.

## Nagrody

### Obszar generalny
Lista składa się ze wszystkich nominowanych, a zwycięzcy zostaną pogrubieni.

#### Nagranie roku
- "Sunny Came Home" – Shawn Colvin
- "Where Have All the Cowboys Gone?" – Paula Cole
- "Everyday Is a Winding Road" – Sheryl Crow
- "MMMBop" – Hanson
- "I Believe I Can Fly" – R. Kelly

#### Album roku
- Time Out of Mind – Bob Dylan
- The Day – Babyface
- This Fire – Paula Cole
- Flaming Pie – Paul McCartney
- OK Computer – Radiohead

#### Piosenka roku
- "Sunny Came Home" – Shawn Colvin (Autor: Shawn Colvin)
- "Don't Speak" – No Doubt (Autorzy: Eric Stefani & Gwen Stefani)
- "How Do I Live" – LeAnn Rimes & Trisha Yearwood (Autor: Diane Warren)
- "I Believe I Can Fly" – R. Kelly (Autor: R. Kelly)
- "Where Have All the Cowboys Gone?" – Paula Cole (Autor: Paula Cole)

#### Najlepszy nowy artysta
- Paula Cole
- Fiona Apple
- Erykah Badu
- Puff Daddy
- Hanson

### Pop

#### Najlepszy występ pop solowy kobiecy
- "Building a Mystery" – Sarah McLachlan

#### Najlepszy występ pop solowy męski
- "Candle in the Wind 1997" – Elton John

#### Najlepszy występ pop w duecie lub w zespole
- "Virtual Insanity" – Jamiroquai

#### Najlepszy album popowy
- Hourglass – James Taylor

#### Najlepsze nagranie dance
- "Carry On" – Donna Summer & Giorgio Moroder

### Rock

#### Najlepsza piosenka rockowa
- The Wallflowers – "One Headlight"

#### Najlepszy album rockowy
- Blue Moon Swamp – John Fogerty

#### Najlepszy występ rockowy kobiecy
- "Criminal" – Fiona Apple

#### Najlepszy występ rockowy męski
- "Cold Irons Bound" – Bob Dylan

#### Najlepszy występ rockowy w duecie lub w zespole
- The Wallflowers – "One Headlight"

#### Najlepszy występ metalowy
- "Ænema" – Tool

### Muzyka alternatywna

#### Najlepszy album alternatywny
- OK Computer – Radiohead
- Homogenic – Björk
- Earthling – David Bowie
- Dig Your Own Hole – The Chemical Brothers
- The Fat of the Land – The Prodigy

### R&B

#### Najlepsza piosenka R&B
- "I Believe I Can Fly" – R. Kelly

#### Najlepszy album R&B
- Erykah Badu za Baduizm

#### Najlepszy występ R&B kobiecy
- "On & On" – Erykah Badu

#### Najlepszy występ R&B męski
- "I Believe I Can Fly" – R. Kelly

#### Najlepszy występ R&B w duecie lub w zespole
- Blackstreet za "No Diggity"

### Rap

#### Najlepszy album hip-hopowy
- No Way Out – Puff Daddy & The Family
- Supa Dupa Fly – Missy Elliott
- Life After Death – The Notorious B.I.G.
- Wu-Tang Forever – Wu-Tang Clan

#### Najlepszy występ hip-hopowy
- "Men in Black" – Will Smith
- "Put Your Hands Where My Eyes Could See" – Busta Rhymes
- "The Rain (Supa Dupa Fly)" – Missy Elliott
- "Ain't Nobody" – LL Cool J
- "Hypnotize" – The Notorious B.I.G.

### Country

#### Najlepszy album country
- Unchained – Johnny Cash

#### Najlepsza piosenka country
- "Butterfly Kisses" – Bob Carlisle, Jeff Carson i the Raybon Brothers

### New Age

#### Najlepszy album New Age
- Oracle – Michael Hedges

### Jazz

#### Najlepszy jazzowy występ wokalny
- Dee Dee Bridgewater – Dear Ella

#### Najlepszy jazzowy występ instrumentalny
- Doc Cheatham i Nicholas Payton – "Stardust"

#### Najlepszy jazzowy występ instrumentalny, indywidualny lub w zespole
- Charlie Haden i Pat Metheny – "Beyond the Missouri Sky (Short Stories)"

### Gospel

#### Najlepszy album pop gospel
- Jars of Clay – Much Afraid

#### Najlepszy album rock gospel
- Welcome to the Freak Show – DC Talk

#### Najlepszy album tradycyjny soul gospel
- The Fairfield Four – I Couldn't Hear Nobody Pray

#### Najlepszy album Contemporary soul gospel
- Take 6 – Brothers

### Muzyka latynoamerykańska

#### Najlepszy występ pop latino
- Luis Miguel – Romances

### Reggae

#### Najlepszy album muzyki reggae
- Ziggy Marley & the Melody Makers za Fallen Is Babylon

### World Music

#### Najlepszy album World Music
- Milton Nascimento za Nascimento

### Dzieci

#### Najlepszy album dziecięcy
- "All Aboard!" – John Denver

#### Najlepszy album ze słowami dla dzieci
- "Kubuś Puchatek"